# Бурцио, Эуджения
Эуджения Бурцио (итал. Eugenia Burzio; 18 ноября 1882, Пойрино, Италия—16 мая 1922, Ла Холье, США) — итальянская оперная певица (драматическое сопрано).
Дебютировала в роли Сантуццы в опере «Сельская честь» Масканьи в Турине в 1899 году, и в дальнейшем её творческая карьера тесно связана с веризмом.
Исполнила партию Минни на итальянской премьере «Девушки с Запада» Пуччини. Первая исполнительница партии Делии Терцаги в опере «Гоффредо Мамели» Леонкавалло
Гастролировала в Санкт-Петербурге, а также по Южной Америке. Оставила ряд записей.